# Полоцкий, Ханс
Ханс Полоцкий (Хаим Полоцкий, Хаим Яков Полоцкий, можно встретить также Яков Полоцкий или Яков Хаим Полоцкий, ивр. יעקב חיים (הַנס) פּוֹלוֹצקי‎, нем. Hans Jacob Polotsky) (13 сентября 1905, Цюрих — 10 августа 1991, Иерусалим) — видный израильский лингвист и востоковед, профессор семитских языков и египтологии Еврейского университета в Иерусалиме.

## Биография
Полоцкий родился в Цюрихе, Швейцария в еврейской семье выходцев из Керчи
— Абрама Шамаевича Полоцкого и Александры Роде. Двоюродный брат С. Л. Волина. Он провёл детство в Берлине, начал изучать египтологию и семитологию в университетах Берлина и Гёттингена. В Берлине Ханс Полоцкий был студентом известного египтолога Курта Зете. Занимался исследовательской работой: в 1926—1931 годах в Гёттингене принимал участие в университетском проекте по новому переводу текста Септуагинты. В 1929 году получил степень доктора наук за исследования египетских текстов времён XI династии (нем. Zu den Inschriften der 11. Dynastie). В 1931—1934 годах совместно с историком церкви и коптологом Карлом Шмидтом работал в Берлине над переводом коптских манихейских текстов. После прихода в Германии к власти нацистов переехал в Палестину, где устроился преподавателем и исследователем в Иерусалимском университете. Профессор семитской и египетской лингвистики Иерусалимского университета с 1948 года.
Ханс Полоцкий умер в Иерусалиме в 1991 году.

## Научная деятельность
Главной работой Ханса Полоцкого считается фундаментальная работа «Исследования синтаксиса коптского языка» (фр. Études de syntaxe copte), посвящённая коптскому и ранним древнеегипетским языкам, опубликована в 1944 году. Работы Полоцкого посвящённые исследованиям времён древнеегипетских глаголов (тема очень абстрактная, так как времена глаголов менялись заменой гласных, которые опускались при письме) стали настолько принятыми сообществом лингвистов, что получили название «Теория Полоцкого» (англ. Polotsky's standard theory).
Ханс Полоцкий — основатель и глава иерусалимской школы структурного синтаксического анализа, близкой к лингвистической школе Фердинанда де Соссюр. Будучи признанным авторитетом в древнеегипетском, коптском, эфиопском, иранских, семитских, древнегреческом, латинском, а также современных европейских языков (в том числе русском), Полоцкий мог проводить сравнительный анализ синтаксических структур разных, иногда далёких языков, принадлежащих к разным языковым семьям. Особенно значительны его работы по таким специфичным областям, как грамматика языка гураге (1938), синтаксис коптского (1944) и новосирийского (1961) языков, история древнеегипетского языка (1966) и другие.
В Иерусалимском университете студенткой Полоцкого была Мириам Лихтхейм, известная впоследствии египтолог и исследователь древнеегипетской литературы.

## Награды и признание
- 1961 — Ротшильдовская премия
- 1966 — Премия Израиля[5]
- 1982 — Премия Харви
- Полоцкий был членом академии наук Израиля, Дании, Нидерландов и ряда других академий и научных обществ
- Почетний доктор нескольких зарубежных университетов

## Публикации
- (with: Carl Schmidt) Ein Mani-Fund in Ägypten, Original-Schriften des Mani und seiner Schüler. Berlin: Akademie der Wissenschaften 1933.
- «Manichäische Studien», in: Le Muséon 46, 1933, pp. 247—271.
- (ed.) Manichäische Homilien. Stuttgart: W. Kohlhammer 1934.
- Manichäische Handschriften der Staatlichen Museen Berlin, W. Kohlhammer Stuttgart: 1935
- «Études de grammaire gouragué», in: Bulletin de la Societé de Linguistique de Paris 39, 1938, pp. 137—175
- Études de syntaxe copte, Publications de la Société d’Archéologie Copte. Le Caire, 1944
- «Notes on Gurage grammar», Israel Oriental Society, No. 2, 1951
- «Syntaxe amharique et syntaxe turque», in: Atti del Convegno Internazionale di Studi Etiopici, Roma (Acc. Naz. dei Lincei) 1960:, pp. 117—121
- «Studies in Modern Syriac», in Journal of Semitic Studies 6, 1961, pp. 1-32
- «Aramaic, Syriac, and Ge’ez», in: Journal of Semitic Studies 9, 1964, pp. 1-10
- «Egyptian Tenses», The Israel Academy of Sciences and Humanities, Vol. II, No. 5. 1965
- E.Y. Kutscher (ed.), Collected Papers by H.J. Polotsky Magnes Press, Jerusalem 1971
- «Les transpositions du verbe en égyptien classique», in Israel Oriental Studies 6, 1976, pp. 1-50
- «A Point of Arabic Syntax: The Indirect Attribute», in Israel Oriental Studies 8, 1978, pp. 159—174.
- «Verbs with two Objects in Modern Syriac (Urmi)», in Israel Oriental Studies 9, 1979, pp. 204—227.
- Grundlagen des koptischen Satzbaus, Scholars Press, Decatur, Ga., 1987, ISBN 1-55540-076-0
- «Incorporation in Modern Syriac», in G. Goldenberg & Sh. Raz (eds.), Semitic and Cushitic studies. Harrassowitz Wiesbaden 1994, pp. 90-102.
- «Notes on Neo-Syriac Grammar», in Israel Oriental Studies 16, 1996, pp. 11-48.